# Бекасово-Сортировочное (платформа)
Бекасово-Сортировочное — железнодорожная пассажирская платформа / остановочный пункт одноимённой сортировочной станции, расположена на 237 км Большого кольца Московской железной дороги (участок Бекасово I — Столбовая), в поселении Киевский Троицкого округа Москвы.

## Описание
Платформа является одним из шести пассажирских остановочных пунктов в пределах сортировочной грузовой станции Бекасово-Сортировочное. Остальные пять остановочных пунктов имеют отличные от имени станции названия. Хотя данная платформа имеет общее название со станцией, центр и основные парки станции находится далее на юго-восток, ближе к пл. Бекасово-Центральное.
Остановочный пункт находится в парке «Б» станции Бекасово-Сортировочное. Всего две низкие длинные платформы длиной в 5 вагонов каждая. Одна островная (северная № 1), вторая боковая (южная № 2) — совмещена с поверхностью дороги к юго-западу от платформа, там же рядом находится здание с залом ожидания и кассой. Переход между платформами — только по настилу в районе кассы. В кассе можно приобрести билеты для «прямых» электропоездов на радиальное направление и на дальние пассажирские поезда любого направления (касса Экспресс-3), работает только по будням. Для поездок по Большому кольцу билеты приобретаются в электропоезде у разъездных кассиров.
На остановочном пункте — четыре пути, входящие в Парк «Б». Из них два пути смежны островной платформе (3 путь северный, IV путь южный), один — боковой платформе (II путь). Электропоезда в разные стороны могут прибывать на любой путь, это объявляется дополнительно по громкой связи — путём указания номера пути парка «Б». Штатное движение — по II пути в сторону Мачихино, по IV или 3 пути в сторону Бекасово I, отстой конечных электропоездов на 3 пути.
Рядом с платформой расположены железнодорожные подразделения: ПМС-231, ШЧ-4, ЭЧК.
В отдалении на восток и северо-восток находится Парк «А» станции Бекасово-Сорт. От платформ на северо-восток можно выйти на дорогу, идущую параллельно Паркам «А» и «Б», а также ПМС, на юго-восток, в сторону сортировочной горки и остановки Бекасово-Центральное.
Ранее платформа являлась самостоятельной станцией Бекасово II. В состав станции Бекасово-Сортировочное как парк вошла в 1970-е. До конца 1960-х — начала 1970-х называлась Шаломово по деревне Шеломово, расположенной у дороги к шоссе. На Киевском шоссе поворот к платформе до сих пор имеет знак «ст. Бекасово-2».

## Расположение
На юго-запад в районе кассового здания осуществляется выход к коттеджной части посёлка Киевский и трём дорогам:
- На северо-запад к двум домам № 1,1А пос. Киевский и магазину Продукты (бывший советского типа) (дом № 1Б) — и далее по пешеходной дороге на северо-запад к платформе Посёлок Киевский.
- На запад к Киевскому шоссе М3 по улице Центральной посёлка Киевский (поворот от шоссе «на ст. Бекасово-2» на юго-западной границе Москвы и Наро-Фоминского района), вдоль коттеджей, поля для засева картофелем, а также деревни Шеломово. По дороге находятся два продуктовых магазина.
- Вдоль путей на юго-восток — к переезду и далее к сортировочной горке и остановке Бекасово-Центральное. От этой дороги до переезда есть ответвление на юг к другим населённым пунктам в Наро-Фоминский район Московской области.

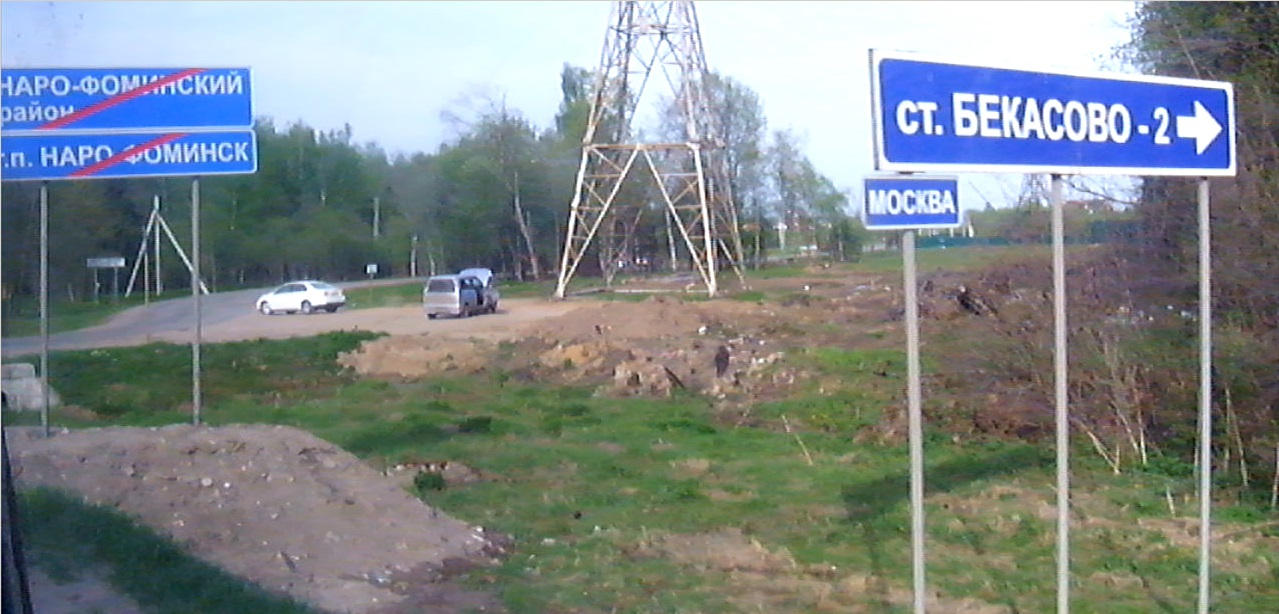
Поворот с Киевского шоссе к платформе и всей станции на границе Москвы и области

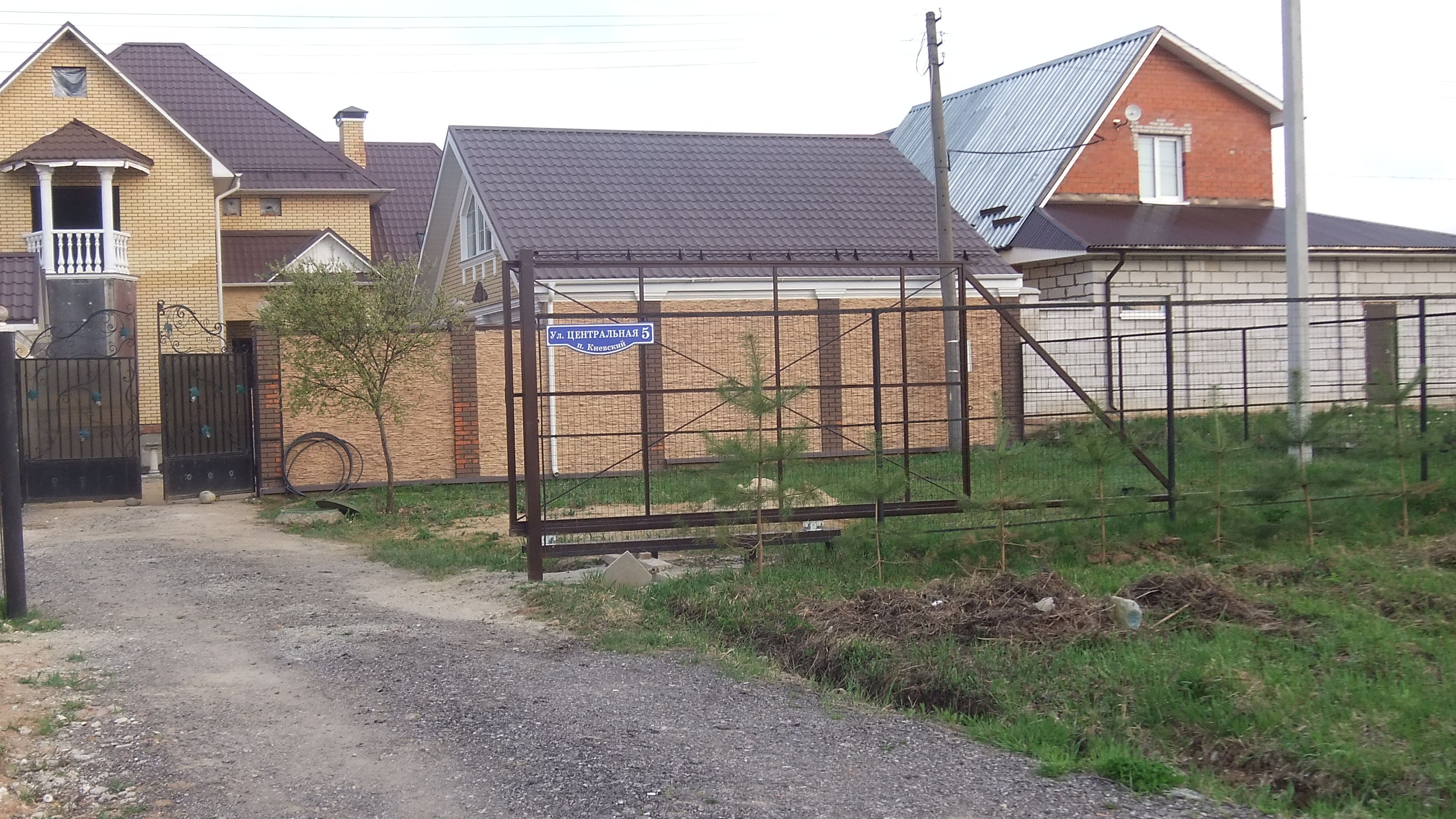
Один из домов у платформы с адресом ул. Центральная посёлка Киевский

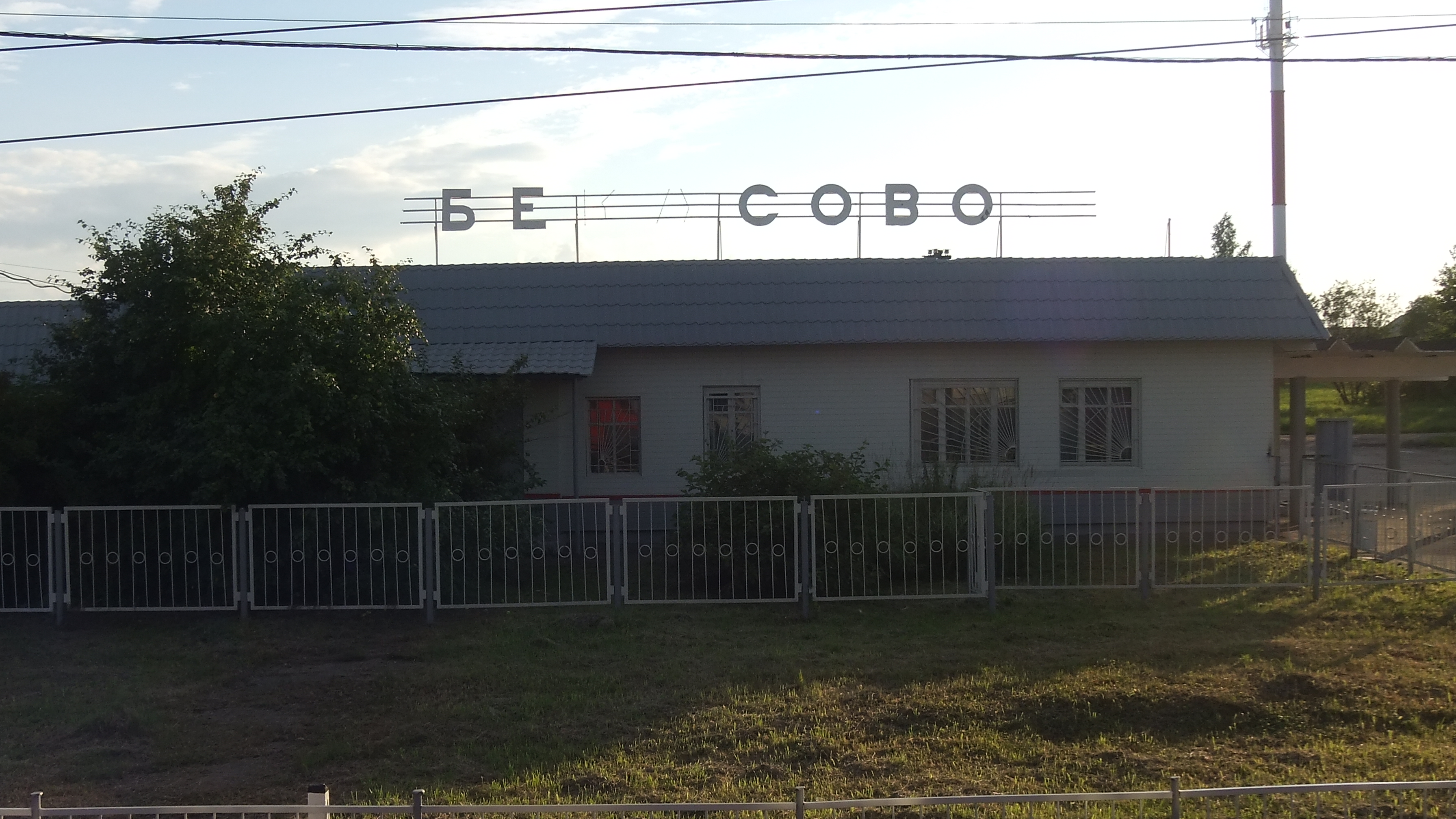
Вандализм на здании станции, август 2013. Украдены буквы с названия, сохранявшегося с советского времени.

## Расписание и направления движения
Остановка обслуживается электропоездами моторвагонного депо ТЧ-20 Апрелевка Киевского направления МЖД. Останавливаются все проходящие электропоезда.
- Сейчас через платформу проходят следующие поезда: Поварово-2 - Кубинка-2 - Детково (2 пары по будням, 3 — по выходным), Яганово - Бекасово-1 (3 пары), Москва-Киевская - Кресты (2 пары по будням, 3 — по выходным); Калуга-1 - Кресты (1 пара). До Поварово-2 сообщение введено с лета 2011 года
- Является конечной для 4 пар электропоездов.
- «Прямые» электропоезда по Большому кольцу с выходом на радиальное Киевское направление в/из Москвы (4-5 пар в день — Москва, 1-2 раза из Апрелевки, 5 раз в Апрелевку), в/из Калуги-1 (1 пара в день). При этом поезда в сторону Москвы (и только в ту сторону) следуют без захода в Бекасово I, по пятой соединительной ветке. До Москвы — примерно 1 час 20 мин. Обратно 1 час 30 мин. — 1 час 40 мин.

До конца 90-х частота хождения электропоездов по Большому кольцу в расписании была более интенсивной. Сокращение произошло из-за уменьшения пассажиропотока, а также возросших приоритета и потока грузовых поездов для обработки сортировочным узлом.

## Факты
- К востоку и северо-востоку от платформы находится заросший травой пустырь, на котором ранее находились вагоны, в которых в 70-х жили железнодорожники до переселения в жилые дома посёлка Киевский. Некоторые рельсы и шпалы можно до сих пор найти в зарослях.
- По громкой связи объявляется прохождение электропоезда особенным образом, который может запутать неместного человека. Используется шаблон «Электропоезд на (станция направления) по n-му парка „Б“, Киевский и Центральный к n-й платформе» (в обратную сторону «…Центральный и Киевский…»). «…по n-му парка „Б“» означает номер пути, «Киевский» — номер платформы на пл. Посёлок Киевский, «Центральный» — номер платформы на пл. Бекасово-Центр. — в обоих случаях первая платформа — с северо-восточной стороны (по умолчанию на Бекасово I и Москву), вторая — с юго-западной (по умолчанию на Кресты и Детково). Станция направления — не обязательно конечный пункт электропоезда, а указывает лишь направление среди многих в Бекасовском железнодорожном узле.

## Наземный общественный транспорт
На этой станции можно пересесть на следующие маршруты городского пассажирского транспорта:
- Автобусы: 256

## Галерея
|  |